# آزمایش کاوندیش

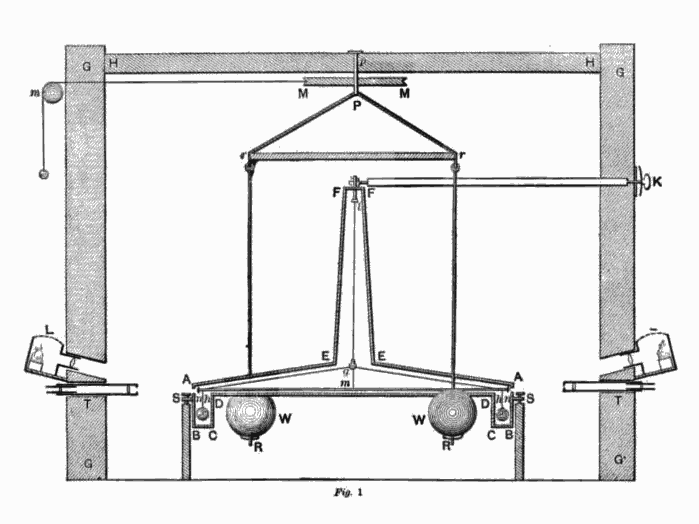

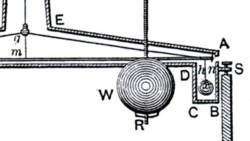

آزمایش کاوندیش (به انگلیسی: Cavendish experiment)، آزمایشی است که در سال ۹۸–۱۷۹۷ توسط هنری کاوندیش، دانشمند بریتانیایی انجام شد. این آزمایش نخستین آزمایشی است که در آن نیروی گرانش بین اجسام در آزمایشگاه محاسبه شد، و نیز نخستین آزمایشی است که در آن مقدار دقیقی برای ثابت گرانش و جرم زمین به دست آمد. با این حال، این داده‌ها توسط دیگران از آزمایش کاوندیش به دست آمد، و به کمک این آزمایش مقداری هم برای جرم زمین به دست آمد. پیش از آن در سال ۱۷۸۳ زمین‌شناسی به نام جان میشل نیز با ساخت وسیله‌ای برای انجام این آزمایش اقدام کرده بود. با این حال، میشل در سال ۱۷۹۳ و پیش از تکمیل کار خود مرد، و بعد از مرگ او، وسیله‌اش به فرانسیس جان هاید ولاستون و سپس به هنری کاوندیش رسید، و کاوندیش آن را از نو ساخت ولی مطابق برنامه‌ای که میشل در سر داشت پیش نرفت. کاوندیش بعد از آن اندازه‌گیری‌هایی با آن انجام داد و نتایج آن را در سال ۱۷۹۸ منتشر کرد.

## شرح آزمایش
میشل یک ترازوی پیچشی بسیار حساس ساخته بود. این ترازو متشکل بود از یک میله افقی با دو گلوله کوچک سربی در دو انتها که از وسط توسط سیم پیچشی آویزان بود. گلوله‌های بزرگ سربی در همان صفحهٔ افقیِ گلوله‌های کوچک به آنها نزدیک می‌شدند، به طوری که نیروی جاذبه بین گلوله‌ها سیم را در یک جهت می‌پیچاند. این نیرو با نیروی پیچشی سیم به تعادل می‌رسید. در آزمایش دیگر، نیروی لازم برای پیچش سیم، با اندازه‌گیری نوسان آزاد میله حول محور سیم، به‌دست می‌آمد. کاوندیش مقدار G را 6.75 x {{10}^{-11}} به دست آورد.